# Franzburg

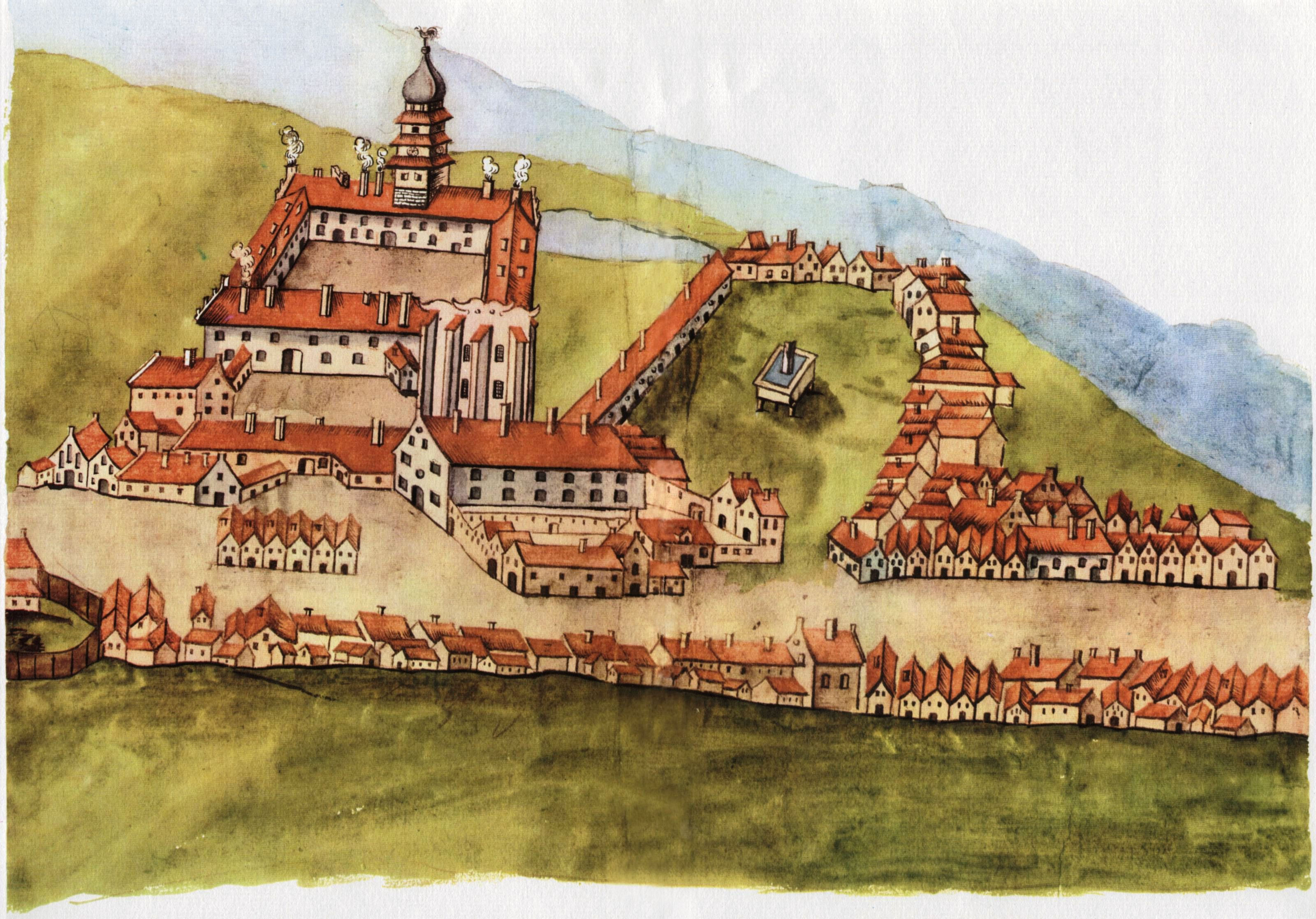
Franzburg in der Stralsunder Bilderhandschrift 1615

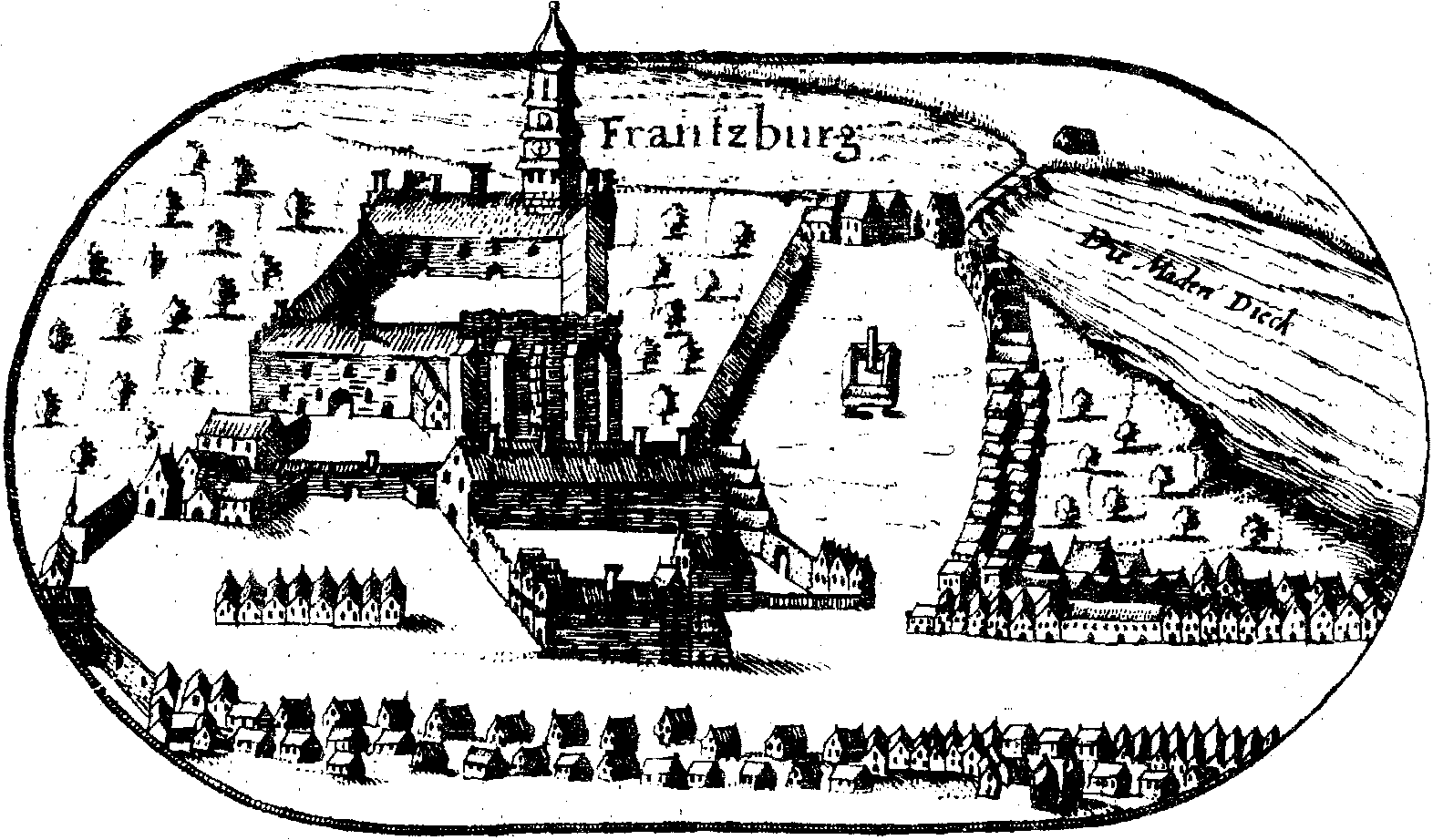
Franzburg auf der Lubinschen Karte von 1618

Franzburg ist eine Landstadt im Landkreis Vorpommern-Rügen in Mecklenburg-Vorpommern. Sie ist Verwaltungssitz des Amtes Franzburg-Richtenberg, zu dem außer der Stadt Richtenberg acht weitere Gemeinden gehören. Franzburg und Richtenberg bilden für ihre Umgebung ein Grundzentrum.

## Geografie
Franzburg, die bevölkerungsmäßig zweitkleinste Stadt Mecklenburg-Vorpommerns, liegt etwa in der Mitte zwischen den Städten Stralsund, Barth und Grimmen am Flüsschen Blinde Trebel, die über Trebel und Peene zur Ostsee entwässert. Das flachwellige, waldreiche Gebiet weist nur wenige Höhenunterschiede auf (bis 38 m ü. NHN). Die Stadt ist etwa 22 Kilometer vom Strelasund entfernt. Die Nachbargemeinden (im Uhrzeigersinn) sind: Stadt Richtenberg, Wittenhagen, Gremersdorf-Buchholz und Millienhagen-Oebelitz. Zwischen Franzburg und Richtenberg entstand seit 2006 durch Aufstauung der Richtenberger See.
Umgeben wird Franzburg von den Nachbargemeinden Richtenberg im Norden, Wittenhagen im Osten, Gremersdorf-Buchholz im Süden sowie Millienhagen-Oebelitz im Westen. Zudem gibt es mitten im Stadtgebiet von Franzburg eine Enklave der Gemeinde Millienhagen-Oebelitz.
Zu Franzburg gehören die Ortsteile Gersdin, Müggenhall und Neubauhof.

## Geschichte

### Name
Erstmals wurde das Schloss Frantz(en)burgh 1587 erwähnt, benannt nach dem Schwiegervater des Herzogs Bogislaw XIII. von Pommern, Herzog Franz von Braunschweig-Lüneburg. 1591 wurde daraus Franzburg. Zuvor trug der Ort seit 1231 den Namen des Klosters Rosetum sanctae Mariae und ab 1233 Novum Campum, niederdeutsch Nyencampe, nach dem niederrheinischen Ort Kampe bei Geldern.

### Ältere Geschichte
1231 hatte der Rügenfürst Wizlaw I. dem Zisterzienserkloster Altenkamp am Niederrhein (heute Stadt Kamp-Lintfort) den Bau eines Tochterklosters gestattet, das bald den Namen Neuenkamp führte. 1233 bezog der Konvent den Rosengarten der Heiligen Maria an der Blinden Trebel. Um dieses entstand langsam eine kleine Siedlung. Das Kloster erwarb umfangreichen Grundbesitz in Pommern, Rügen und auch in Mecklenburg. Der Kampische Hof in Stralsund war damals ein Wirtschaftsstandort des Klosters, und 1296 wurde auf Hiddensee ein Tochterkloster gegründet. Um 1300 entstand eine Klosterkirche, eine 25 Meter breite und 90 Meter lange große gotische Hallenkirche, von der nach einem Abriss im 16. Jahrhundert heute nur noch der südliche Querflügel als Pfarrkirche besteht. Die Äbte des Klosters bezeichnete Kaiser Karl V. als die obersten Prälaten in Pommern. Der letzte Abt, Johann Molner, klagte gegen die Aufhebung seines Klosters vor dem Reichskammergericht in Speyer und starb dort 1540 im Exil.
Nach der Reformation und der 1535 erfolgten Säkularisation des Klosters richtete in den erhaltenen Gebäuden Herzog Philipp I. von Wolgast für sich und seine Gemahlin Maria von Sachsen eine Nebenresidenz ein. Von 1569 bis 1575 residierte hier Bogislaw XIII. mit seiner Gattin Clara von Braunschweig-Lüneburg [d. J.] bis zur Fertigstellung des Renaissanceschlosses in Barth. In die daraufhin freien Gebäude zog die Schwiegermutter Bogislaws, Clara von Braunschweig-Lüneburg [d. Ä.] (Klara von Sachsen-Lauenburg) ein und lebte hier bis zu ihrem baldigen Tod am 27. März 1576. Im Jahre 1580 begann Herzog Bogislaw XIII. mit dem Bau eines vierflügeligen Schlosses und benannte Neuenkamp in Franzburg um, nach seinem Schwiegervater Franz (Braunschweig-Lüneburg). Das nach Stettin und Wolgast drittgrößte Schloss Pommerns umschloss einen Innenhof von 40 × 50 Metern. Daneben entstand eine Siedlung der Handwerker, vor allem der Tuchmacher. 1587 erhielt Franzburg das Stadtrecht. Die Tuchmacherei, die von Bogislaw XIII. eingerichtet worden war, gedieh jedoch nicht gut. Um 1600 lebten in Franzburg circa 600 Einwohner, Ansiedler aus Holland, Mittel- und Westdeutschland. Nachdem 1605 die Regierungsgeschäfte nach Stettin verlagert wurden, verlor Franzburg zunehmend an Bedeutung. Die Handwerker und Künstler, vor allem die zahlreichen Wollweber, verließen den Ort.
Das Ende des pommerschen Herzogshauses ist mit dem Namen Franzburg verbunden. Im Dreißigjährigen Krieg wurde 1627 in Franzburg die Weisung Wallensteins übergeben, das Gebiet für den Einmarsch der Truppen zu öffnen, die unter dem Befehl von Arnims standen. Herzog Bogislaw XIV. unterschrieb schließlich die Franzburger Kapitulation, da er den zehn wallensteinischen Regimentern nichts Nennenswertes entgegenzusetzen hatte. 1628 wurde Franzburg durch Wallensteins Truppen geplündert und verwüstet. Das Gebiet wurde von Gustav Adolf 1631 zurückerobert – Franzburg blieb für fast 200 Jahre schwedisch. Das zerstörte Schloss wurde 1660 auf Weisung Peter Appelmanns, des schwedischen Gouverneurs der Tafelgüter der Königin Christina, abgerissen und die Steine für den Bau des Wrangelschen Palais in Stralsund verwendet. 1876 wurden die letzten Reste des Schlosses abgetragen. Die Stadt zerfiel, und 1670 lebten hier nur noch 70 Menschen. Der Stadtgrundriss mit seinen eigenartigen, dreieckigen kleinen Plätzen und die markante Kirche mit Strebepfeilern sind sichtbare Zeugen einer größeren Vergangenheit.

### Neuere Geschichte

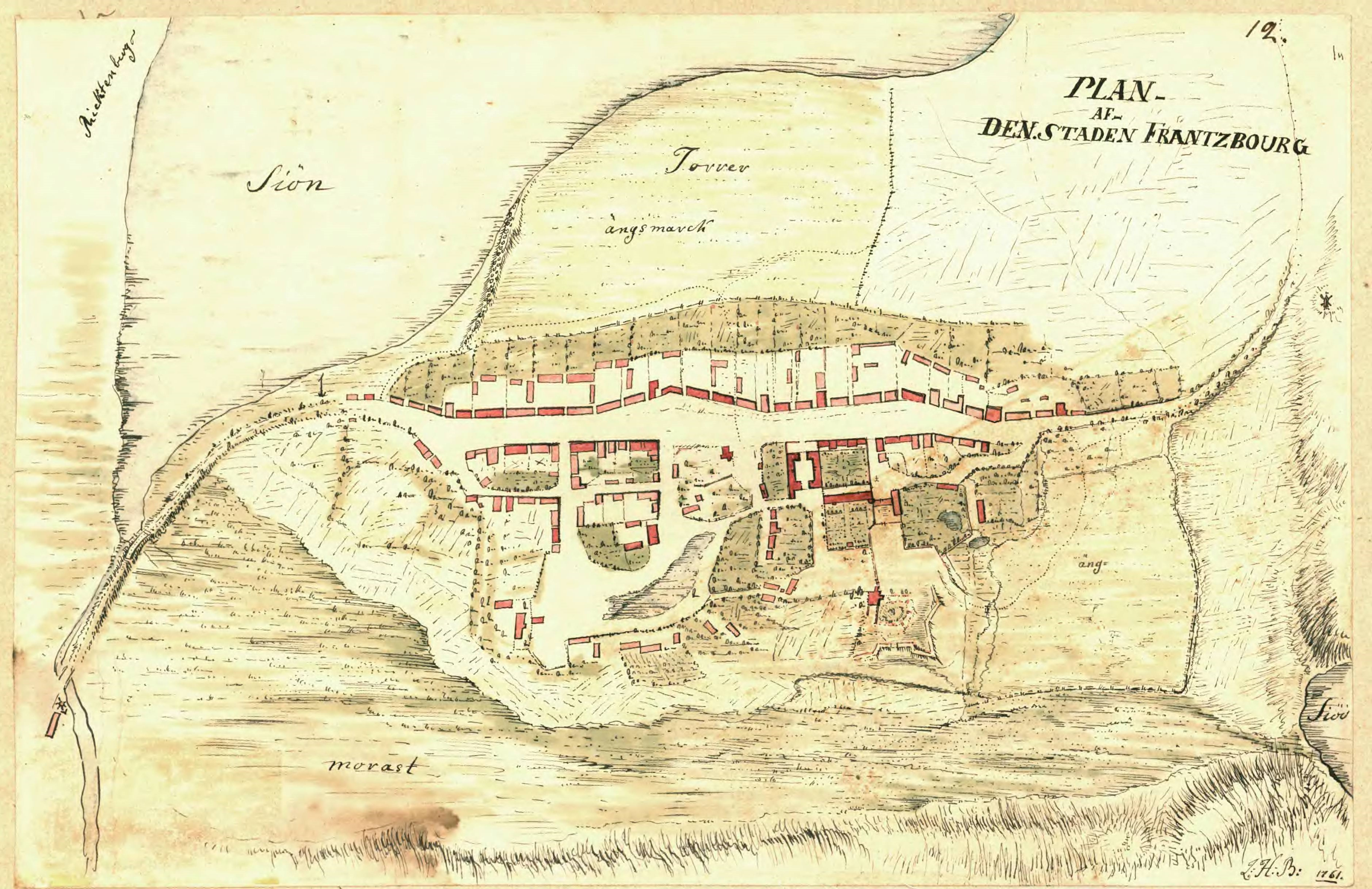
Stadtplan von Franzburg von 1761

In Schwedisch-Pommern wurde Franzburg 1721 Sitz der Distrikthauptmannschaft für den Bereich zwischen Barth, Tribsees und Grimmen. Es erfolgte danach eine Wiederbesiedlung und wirtschaftliche Erholung. Die Stadtbrände von 1736 und 1758 verzögerten aber den Aufbau. Im 18. Jahrhundert entstand dann für den Amtshauptmann das königlich-schwedische Amtsgebäude (heute: Rathaus und Amt).
Nach dem Übergang Neuvorpommerns und Rügens an Preußen (1815) wurde Franzburg Sitz des Landrates und des Amtsgerichts für den 1818 gebildeten Kreis Franzburg. Ein Aufschwung begann. 1839 wurde mit der Bebauung des Schlossberges und der Schlossstraße begonnen. 1853 wurde das Lehrerseminar von Greifswald nach Franzburg verlegt, erhielt 1875 einen Neubau (Lehrerseminar (Franzburg)) und verblieb hier bis 1926, ergänzt durch die Präparandenanstalt (1907). 1900 erhielt der Ort einen Kleinbahnanschluss, der 1901 bis Tribsees verlängert wurde. In der Gründerzeit entstanden Ziegeleien, Nahrungsbetriebe, eine Molkerei und eine Möbelfabrik. 1925 wurde die Kreisverwaltung nach Barth verlegt.
In die Gebäude des Lehrerseminars zog 1948 die Fichte-Oberschule ein, im Jahre 1954 die Fachschule für Unterstufenlehrer, Erzieher und Kindergärtnerinnen. Nachdem diese Einrichtung 1990 geschlossen worden war, fand hier das Johannes-Bugenhagen-Gymnasium seine Heimstatt, das jedoch 2008 ebenfalls geschlossen wurde. Das imposante, stadtbildbeherrschende, denkmalgeschützte Gebäude steht seitdem leer.
Das Stadtgebiet war bis 1952 Teil des Landkreises Franzburg-Barth (ab 1945: Landkreis Stralsund) und war dann von 1952 bis 1994 eine von drei Städten im Kreis Stralsund-Land (bis 1990 im DDR-Bezirkes Rostock, dann im Land Mecklenburg-Vorpommern). Von 1994 bis zur Kreisgebietsreform 2011 lag Franzburg im Landkreis Nordvorpommern, seitdem im Landkreis Vorpommern-Rügen.
Am 1. Juli 1950 wurde die bis dahin eigenständige Gemeinde Neubauhof eingegliedert.
Innenstadt und Rathaus wurden im Rahmen der Städtebauförderung seit 1991 grundlegend saniert.
Als Ausgleichsmaßnahme für den Bau der Autobahn A 20 wurde der seit 1920 langsam verlandende und vom Reichsarbeitsdienst um 1940 trockengelegte See wiederhergestellt und der seit 1970 trockengefallene Richtenberger See von 2004 bis 2007 renaturiert. Das Gebiet war bereits seit 1920 laut Messtischblatt als Vogelschutzgebiet ausgewiesen und nimmt seit der Renaturierung und Flutung diese Funktion wieder wahr. Der See zwischen Franzburg und Richtenberg wurde damit auch wieder zur Naherholung nutzbar.
2008 wurde das Franzburger Gymnasium (Johannes-Bugenhagen-Gymnasium) geschlossen.
Geschichte der Ortsteile
Müggenhall: 1242 erwarb das Kloster Neuenkamp das Dorf Müggenhall vom Ritter Iwan. Hier verblieb es bis zur Säkularisation. Die Domäne Müggenhall bestand bis 1945. Am Ausfluss des Richtenberger Sees befand sich in Müggenhall eine Wassermühle. Als der See langsam verlandete, musste die Mühle aufgegeben werden und wurde dann in eine Gast- und Raststätte umgewandelt. Zum Schluss war es eine Tankstelle. Um 1990 brannte sie total aus und ist derzeit eine Ruine.

## Bevölkerung
| Jahr | Einwohner |
| ---- | --------- |
| 1600 | 0600      |
| 1670 | 0070      |
| 1780 | 0310      |
| 1800 | 0500      |
| 1850 | 1.400     |

| Jahr | Einwohner |
| ---- | --------- |
| 1990 | 2.294     |
| 1995 | 2.088     |
| 2000 | 1.903     |
| 2005 | 1.729     |
| 2010 | 1.446     |
| 2015 | 1.462     |

| Jahr | Einwohner |
| ---- | --------- |
| 2020 | 1.364     |
| 2021 | 1.367     |
| 2022 | 1.367     |
| 2023 | 1.353     |

ab 1990: Stand: 31. Dezember des jeweiligen Jahres

## Politik

### Stadtvertretung
Die Stadtvertretung von Franzburg besteht aus 10 Mitgliedern. Die Kommunalwahl am 9. Juni 2024 führte bei einer Wahlbeteiligung von 72,4 % zu folgendem Ergebnis:
| Partei / Wählergruppe         | Stimmenanteil 2019 | Sitze 2019 |  | Stimmenanteil 2024 | Sitze 2024 |
| ----------------------------- | ------------------ | ---------- |  | ------------------ | ---------- |
| CDU                           | 93,1 %             | 9          |  | 77,7 %             | 8          |
| Einzelbewerber René Pittelkow | –                  | –          |  | 10,4 %             | 1          |
| LfK                           | –                  | –          |  | 08,0 %             | 1          |
| SPD                           | 03,7 %             | 1          |  | 04,0 %             | –          |
| Einzelbewerber Manfred Held   | 03,1 %             | –          |  | –                  | –          |
| Insgesamt                     | 100 %              | 10         |  | 100 %              | 10         |

### Bürgermeister
- 1994–2009: Johannes Rudolph (CDU)
- 2009–2014: Mathias Blümel (SPD)[10]
- seit 2014: Dieter Holder (CDU)

Holder wurde in der Bürgermeisterwahl am 26. Mai 2019 mit 91,9 % der gültigen Stimmen wiedergewählt. Am 9. Juni 2024 wurde er ohne Gegenkandidat mit 65,3 % der gültigen Stimmen in seinem Amt bestätigt. Seine Amtsdauer beträgt fünf Jahre.

### Wappen
Das Wappen wurde unter der Nr. 45 der Wappenrolle von Mecklenburg-Vorpommern registriert.
Blasonierung: „In Blau eine silberne Burg mit gezinntem kuppelbedachten Torbau, auf dem roten Kuppeldach ein niedriger Turm mit drei schwarzen Fenstern, einem Zinnenkranz und rotem Kuppeldach, zu beiden Seiten des Torbaus auf der Mauer je ein Turm mit zwei schwarzen Fenstern, einem Zinnkranz, alle Türme besteckt mit einem goldenen Kugelstabkreuz, über dem rechten Turm ein schwebender goldener Buchstabe F, über dem linken Turm ein schwebendes goldenes B; beide Buchstaben überhöht von einer goldenen Fürstenkrone, im offenen Tor ein aufgerichteter, gold bewehrter roter Greif mit untergeschlagenem Schweif.“

## Sehenswürdigkeiten
- Rathaus als Vierflügelanlage mit Mansarddach und rechteckigem Innenhof aus der zweiten Hälfte des 18. Jahrhunderts, ursprünglich königliches Amt
- Kirche, ehemalige Zisterzienser-Klosterkirche des 1231 gegründeten und 1535 säkularisierten Klosters, 1580 zur Schlosskirche umgebaut (Kloster Neuenkamp)
- Wirtschaftsflügel des ehemaligen Schlosses aus dem 16./17. Jahrhundert an der Peterstraße 1/2
- Lehrerseminar mit Denkmal
- Wohnhäuser als zumeist eingeschossige Fachwerktraufenhäuser (nach 1728)
- Ehemalige Bockwindmühle in der Straße Zu den Hellbergen, hier sehr seltener Mühlentyp[14]
- Gedenktafel und Gedenkstein für den Kommunisten Karl Julius sowie zwei unbekannte KZ-Häftlinge, die im April 1945 beim Todesmarsch aus dem Außenlager Pölitz des KZ Stutthof von SS-Männern erschossen wurden, an einem Hausgiebel im Ortsteil Müggenhall.
- Gutshaus Müggenhall, zweigeschossig, um 1920 umgebaut
- Landschaftsschutzgebiet Hellberge

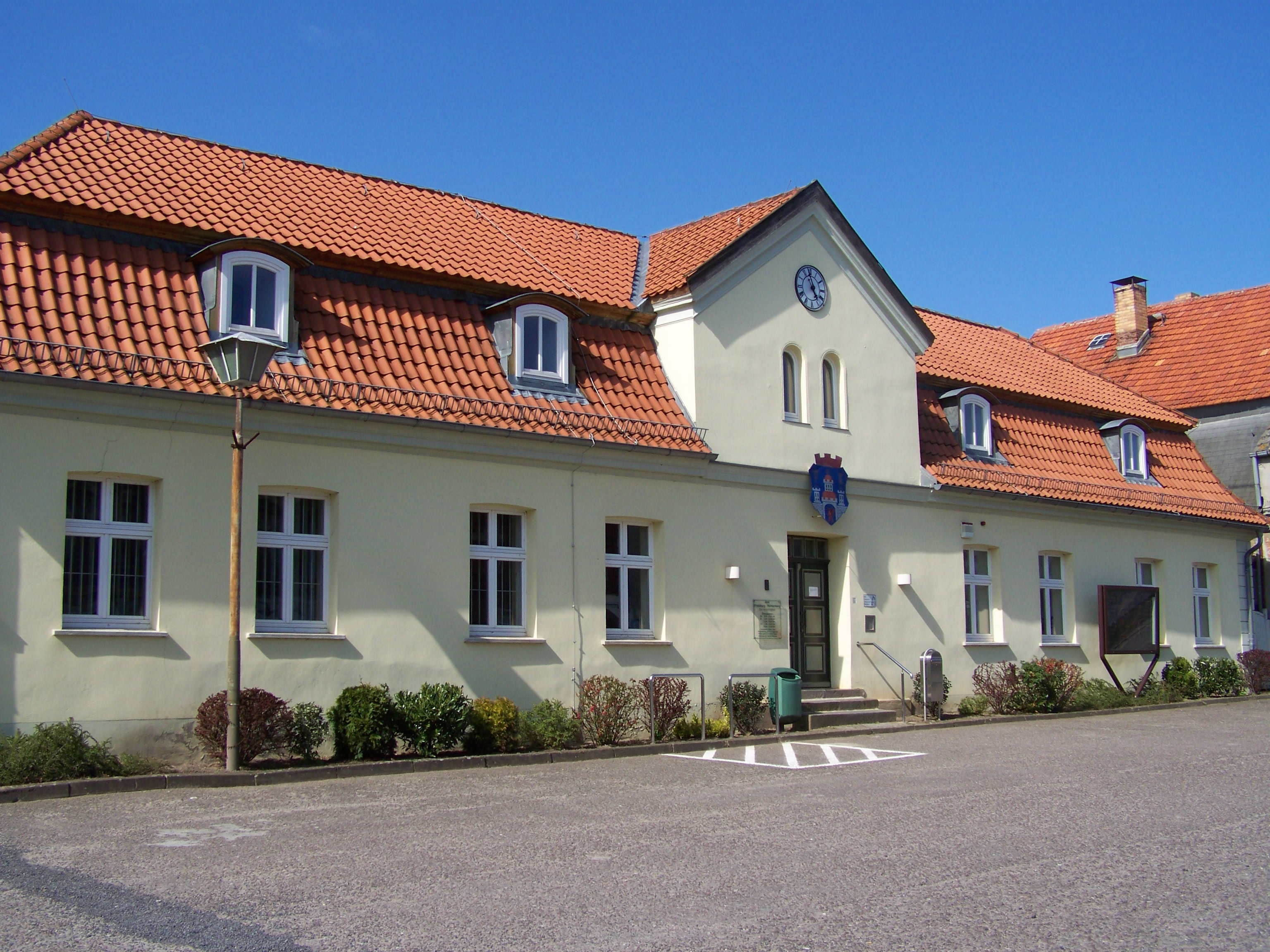
Rathaus
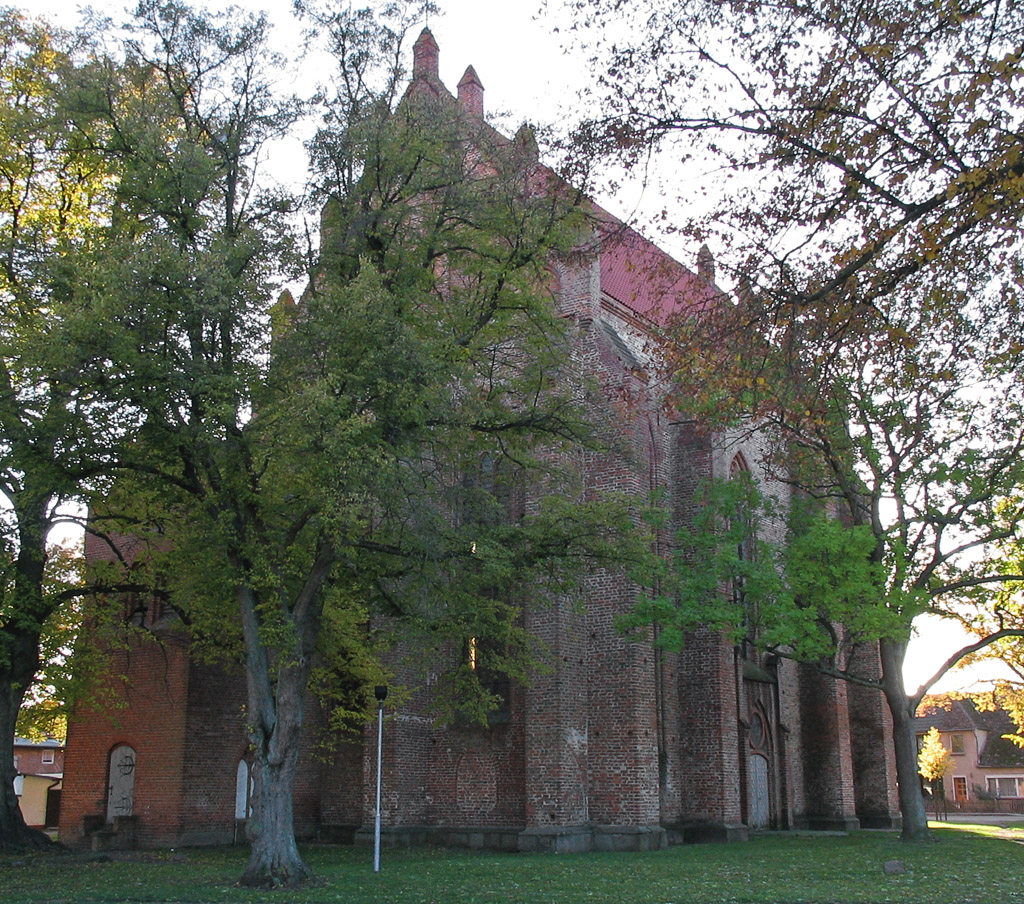
Kirche
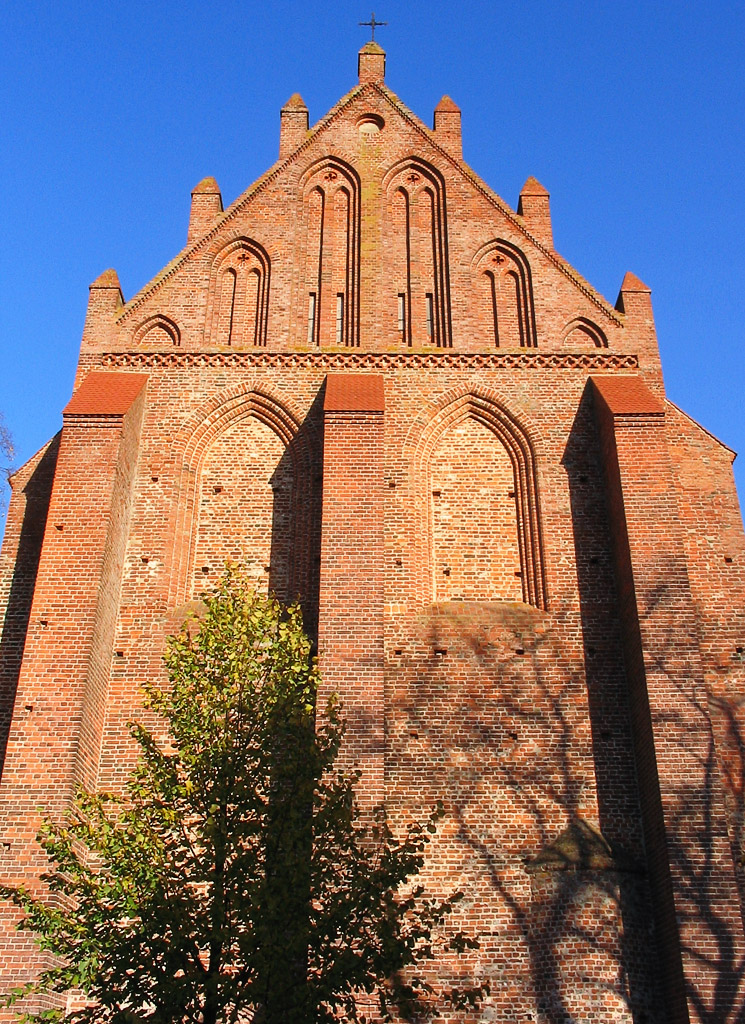
Kirche (Westgiebel)
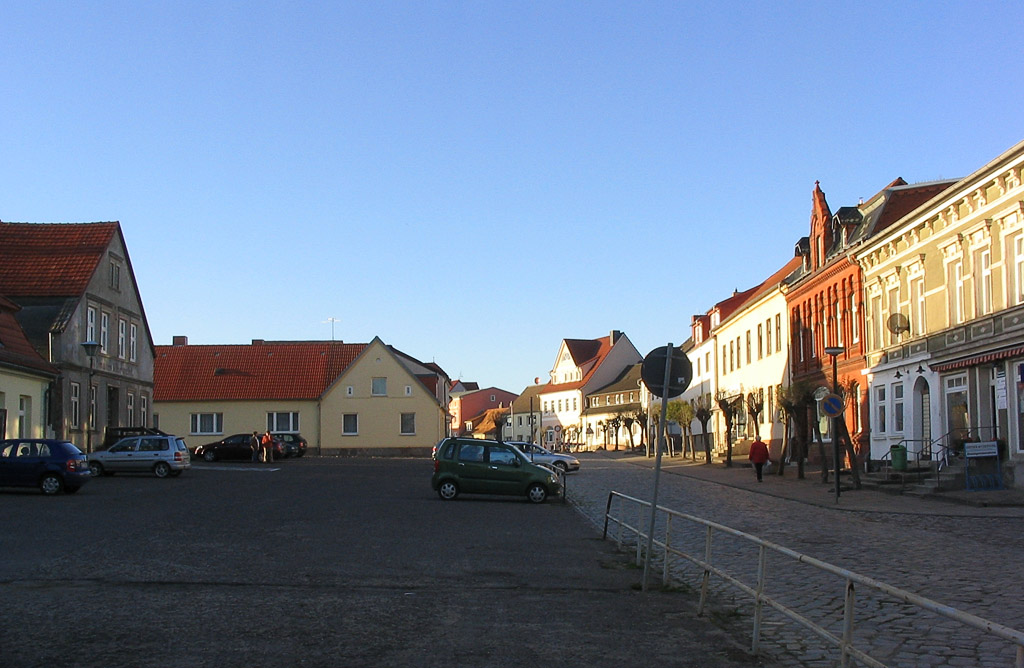
Markt
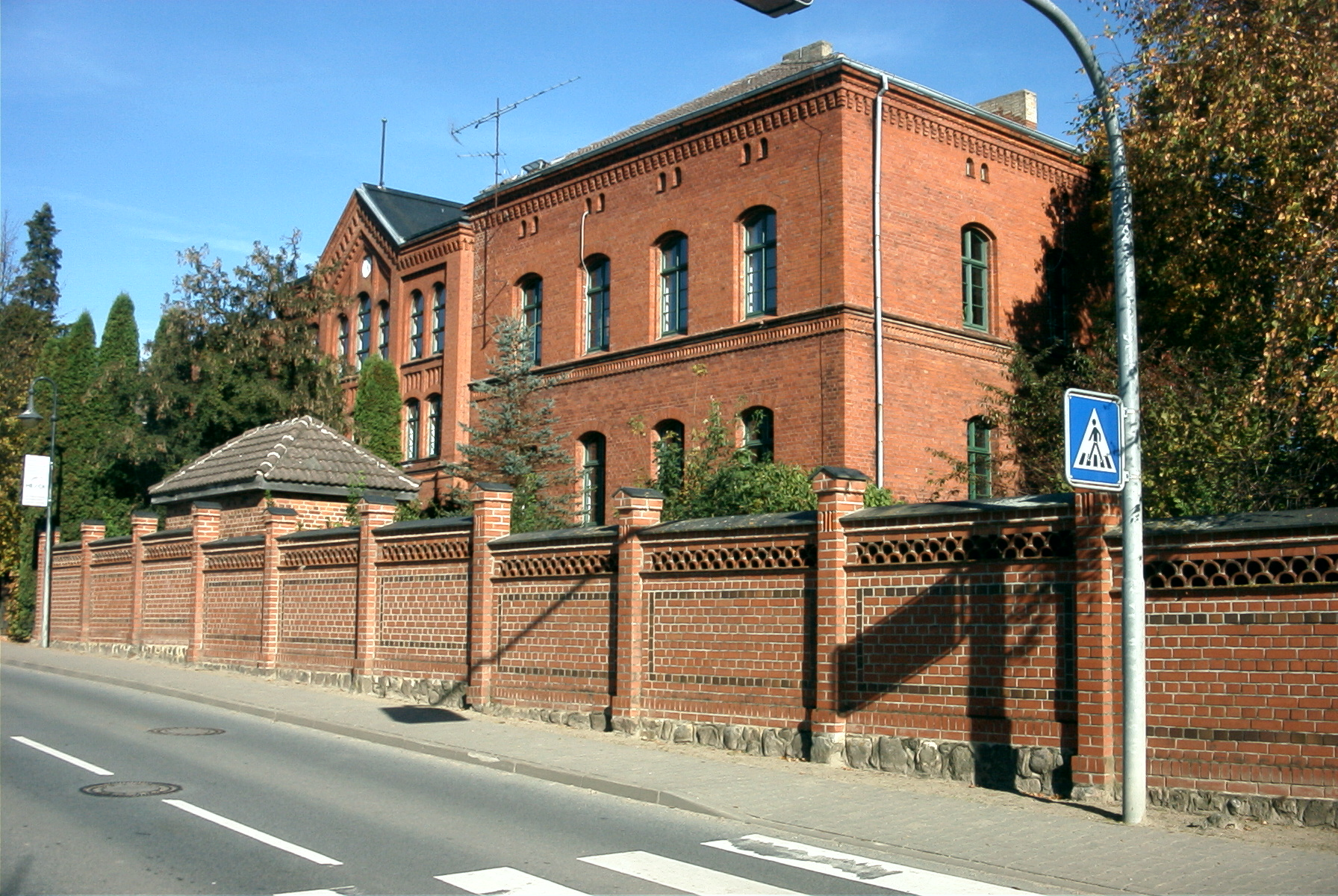
Ehemaliges Lehrerseminar

## Verkehr
Franzburg liegt an den Landesstraßen 22 nach Ribnitz-Damgarten und 192 zwischen Tribsees und Steinhagen. Die nächstgelegene Autobahnanschlussstelle ist Tribsees (Entfernung 20 km) an der Ostseeautobahn A 20 (Rostock–Neubrandenburg).
Franzburg hat keinen Eisenbahnanschluss. Der Bahnhof Franzburg lag an der Bahnstrecke Velgast–Tribsees/Franzburg, die nach 1990 stillgelegt wurde. Die nächsten Bahnhöfe sind Wittenhagen an der Strecke Stralsund–Berlin mit der Regional-Express-Linie RE 5 (Stralsund – Berlin-Südkreuz) und Velgast an der Strecke Rostock–Stralsund mit der Regional-Express-Linie RE 9 (Rostock–Stralsund) und der Regionalbahnlinie RB 25 (nach Barth).

## Persönlichkeiten

### Söhne und Töchter der Stadt
- Karl von Normann (1827–1888), preußischer Offizier, Hofbeamter und Diplomat
- Gustav Kielblock (1843–1917), Kommunalpolitiker in Berlin-Lichtenberg
- Erik von Schmiterlöw (1882–1964), Heimatforscher und Sammler
- Karl Hans Kickhöffel (1889–1947), Politiker (DNVP)
- Bertram von Schmiterlöw (1925–2021), Maler, Heimatforscher und Sammler
- Eginhard Peters (1932–2014), Meteorologe

### Mit Franzburg verbundene Persönlichkeiten
- August Rübesamen (1823–1893), Superintendent in Franzburg
- Ferdinand Bünger (1838–1924), Pädagoge, Seminardirektor in Franzburg
- Max Wagenknecht (1857–1922), Komponist, lebte in Franzburg
- Martha Müller-Grählert (1876–1939), Heimatdichterin, lebte in Franzburg
- Otto Dibbelt (1881–1956), Pädagoge und Museumsgründer in Stralsund, lebte in Franzburg
- Otto Waterstradt (1888–1972), Bürgermeister in Franzburg
- Kurt Guter (1921–2001), Politiker (SED), Bürgermeister in Franzburg
- Kerstin Kaiser (* 1960), Politikerin (Die Linke), wuchs in Franzburg auf
- Nadja Uhl (* 1972), Schauspielerin, wuchs in Franzburg auf